# Vlag van Umbrië

Vlag van Umbrië

De vlag van Umbrië toont een gestileerde weergave van de drie vierhonderd kilogram wegende, drie meter hoge kaarsen van Gubbio. Deze staan centraal in het eeuwenoude festival dat jaarlijks op 15 mei in Gubbio plaatsvindt. De vlag werd officieel aangenomen in 18 mei 2004, maar de regionale gonfalone is al sinds 30 oktober 1973 in gebruik.
De vlag is geïnspireerd op een banier ontworpen door architecten Gino en Alberto Anselmi, winnaars van een wedstrijd in 1971, die de symboliek heeft bedacht.